# Échalot
Échalot é uma comuna francesa na região administrativa da Borgonha-Franco-Condado, no departamento de Côte-d'Or. Estende-se por uma área de 29,5 km². Em 2010 a comuna tinha 98 habitantes (densidade: 3,3 hab./km²).